# غاق أسود
غاق أسود (الاسم العلمي: Phalacrocorax niger) هو نوع من الطيور يتبع جنس الغاق من الفصيلة الغاقيات.